# Terestrombus
Terestrombus is een geslacht van weekdieren uit de klasse van de Gastropoda (slakken).

## Soorten
- Terestrombus fragilis (Röding, 1798)
- Terestrombus terebellatus (G. B. Sowerby II, 1842)